# Nehden
Nehden ist mit 447 Einwohnern (Stand Dezember 2021)  eine der kleineren Ortschaften in der Stadt Brilon im Hochsauerlandkreis (Nordrhein-Westfalen). Hier liegt eine Ausgrabungsstätte der Dinosaurier. 1978 wurden im Steinbruch Henke Überreste des Iguanodon („Leguanzahn“) gefunden. Das Dorf ist fast ganz vom Landschaftsschutzgebiet Offenland um Nehden umgeben.

## Geschichte

### Wirtschaft
Bis zum Ende des Zweiten Weltkrieges wurde in einem Marmorbruch an der Straße nach Alme Marmor abgebaut. Es wurde nicht gesprengt, sondern mit Hacken und Schüppen abgebaut, um die Qualität des Marmors nicht zu schmälern. Die Firma Dassel aus Allagen vertrieb den Marmor unter dem Namen Goldader. Ein Gedenkstein am Kräuterhagen erinnert an den Marmorabbau.

### Zweiter Weltkrieg
Ab Mitte 1943 wurden wegen Luftangriffen evakuierte Kinder in Nehden untergebracht. Anfang 1945 gingen in Nehden 80 Kinder zur Schule; davon waren etwa die Hälfte evakuierte Kinder aus Großstädten im Ruhrgebiet und im Rheinland. Zu dieser Zeit kam es immer wieder zu Angriffen von Tieffliegern auf die nahe dem Dorf liegende Almetalbahn. Fast täglich mussten nun wegen Fliegeralarm die Luftschutzkeller aufgesucht werden. Im März wurde eine Polizeikompanie aus dem bereits von den Alliierten besetzten Viersen ins Dorf verlegt. Am Nachmittag des 29. März durchfuhren einige deutsche Wehrmacht-LKWs das Dorf in Richtung Alme und meldeten die Ankunft der US-Army vor Brilon. Eine im Dorf einquartierte Feldposteinheit der Wehrmacht floh nun ebenfalls. Wenig später rollten die ersten US-Panzer mit weiteren Fahrzeugen durchs Dorf und fuhren sofort in Richtung Wünnenberg weiter. Gegen Abend erreichten größere Verbände mit über 100 Panzern das Dorf und nahmen die Polizeikompanie gefangen. Zwei deutsche Flugzeuge, die über dem Dorf erschienen, wurden von den US-Soldaten beschossen. Die ganze Nacht und den folgenden Tag durchzogen motorisierte US-Verbände das Dorf in Richtung Wünnenberg. Von Ende April bis Anfang war eine US-Batterie mit vier Geschützen auf Selbstfahrlafette im Dorf stationiert. Die ehemaligen Gefangenen aus Polen und der Sowjetunion im Dorf quartierten sich nun im Saal der Wirtschaft Henke und in der Schule ein. Darunter waren 96 Gefangene aus der Sowjetunion. Nach Abtransport der ehemaligen Gefangenen aus der Sowjetunion lebten später Italiener in der Schule.
Im Zweiten Weltkrieg fielen 25 Nehdener als Soldaten, davon 21 an der Ostfront.

### Kommunale Neuordnung
Am 1. Januar 1975 wurde die bis dahin selbständige Gemeinde Nehden in die Stadt Brilon eingegliedert.

## Politik

### Wappen
| Wappen der ehemaligen Gemeinde Nehden | Blasonierung: Auf Rot drei goldene Lilien. Beschreibung: Die Farben stammen aus dem Wappen des Stiftes Corvey, das hier ursprünglich Herrschaftsrechte besaß. Das Wappenbild entspricht dem der adligen Familie von Nehden. Die amtliche Genehmigung erfolgte am 12. November 1953. |  |

## Sehenswürdigkeiten

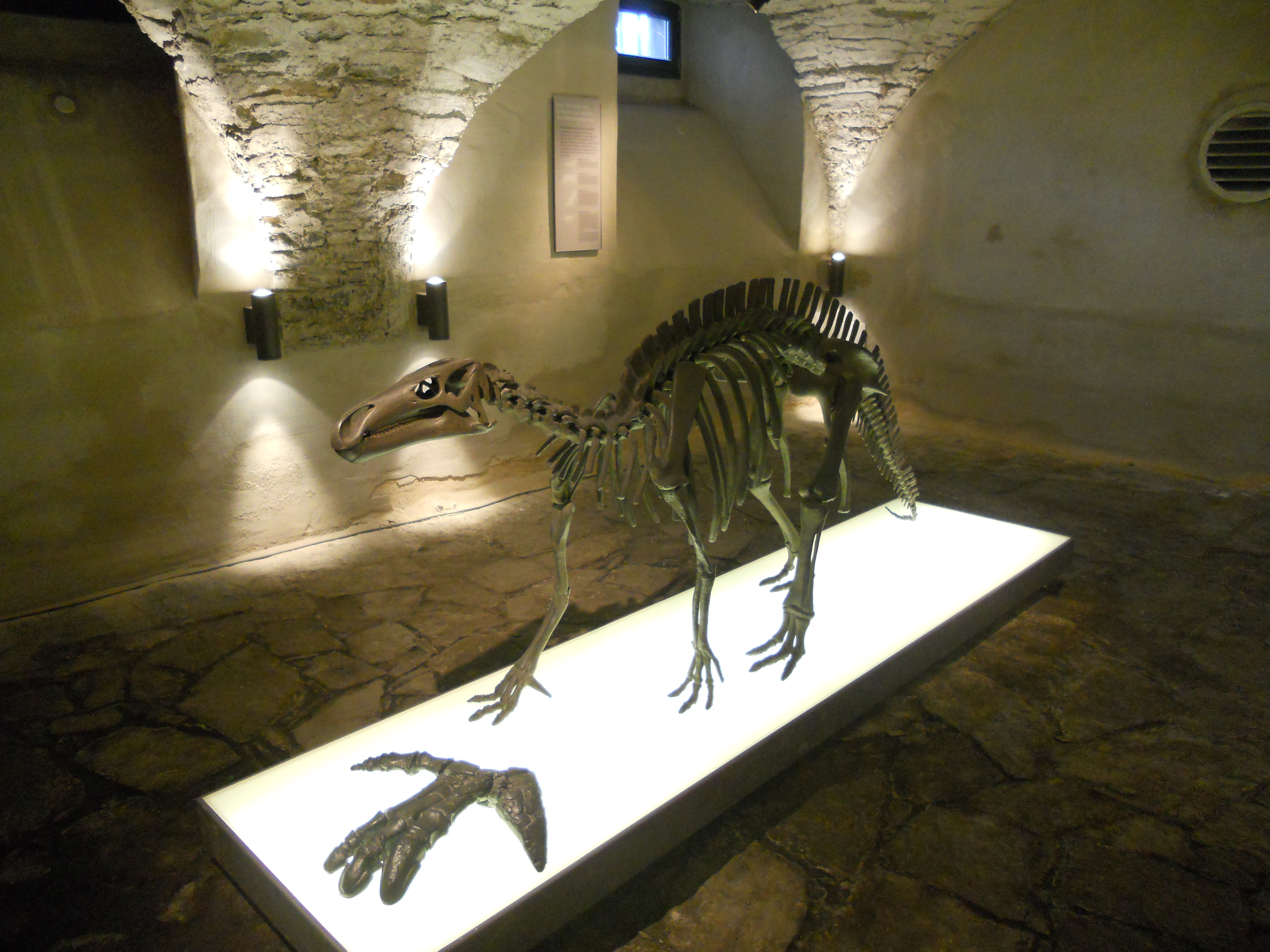
Nachbildung eines Saurier-Skeletts aus Nehden

War der Ort bis zum Ende des 20. Jahrhunderts noch hauptsächlich durch die Landwirtschaft geprägt, so hat er mit 20.000 Übernachtungen bis 2006 einen wirtschaftlichen Strukturwechsel hin zum Tourismus vollzogen.
- Sehenswert ist die denkmalgeschützte Johanneskapelle.
- Das Dorf verfügt über einen Gasthof: „Gasthof zur Dränke“.
- In der Schützenhalle von 1926 findet jedes Jahr das Schützenfest statt.
- Der Dinosaurierbruch kann besichtigt werden und er verfügt über eine Infotafel. Hier wurden fossile Knochen von Dinosauriern, überwiegend der Gattung Iguanodon, gefunden. Diese Tiere waren reine Pflanzenfresser; sie konnten eine Länge bis zu 11 Metern erreichen und wogen bis zu 4,5 Tonnen. Sie lebten vor etwa 100 Millionen Jahren. Bis zu dieser Entdeckung waren die Iguanodonten nur durch versteinerte Fußabdrücke, die in Norddeutschland gefunden wurden, nachgewiesen. Darüber hinaus wurden auch noch Knochenreste von Schildkröten, Raubsauriern und Krokodilen sowie Reste von Insekten und Fischen gefunden.

## Persönlichkeiten
In Nehden wurde die Fernsehmoderatorin Birgit Schrowange (* 1958) geboren. Sie lebte bis 1979 im elterlichen Haus. Danach zog sie nach Köln, um beim WDR zu arbeiten.

## Ansichten

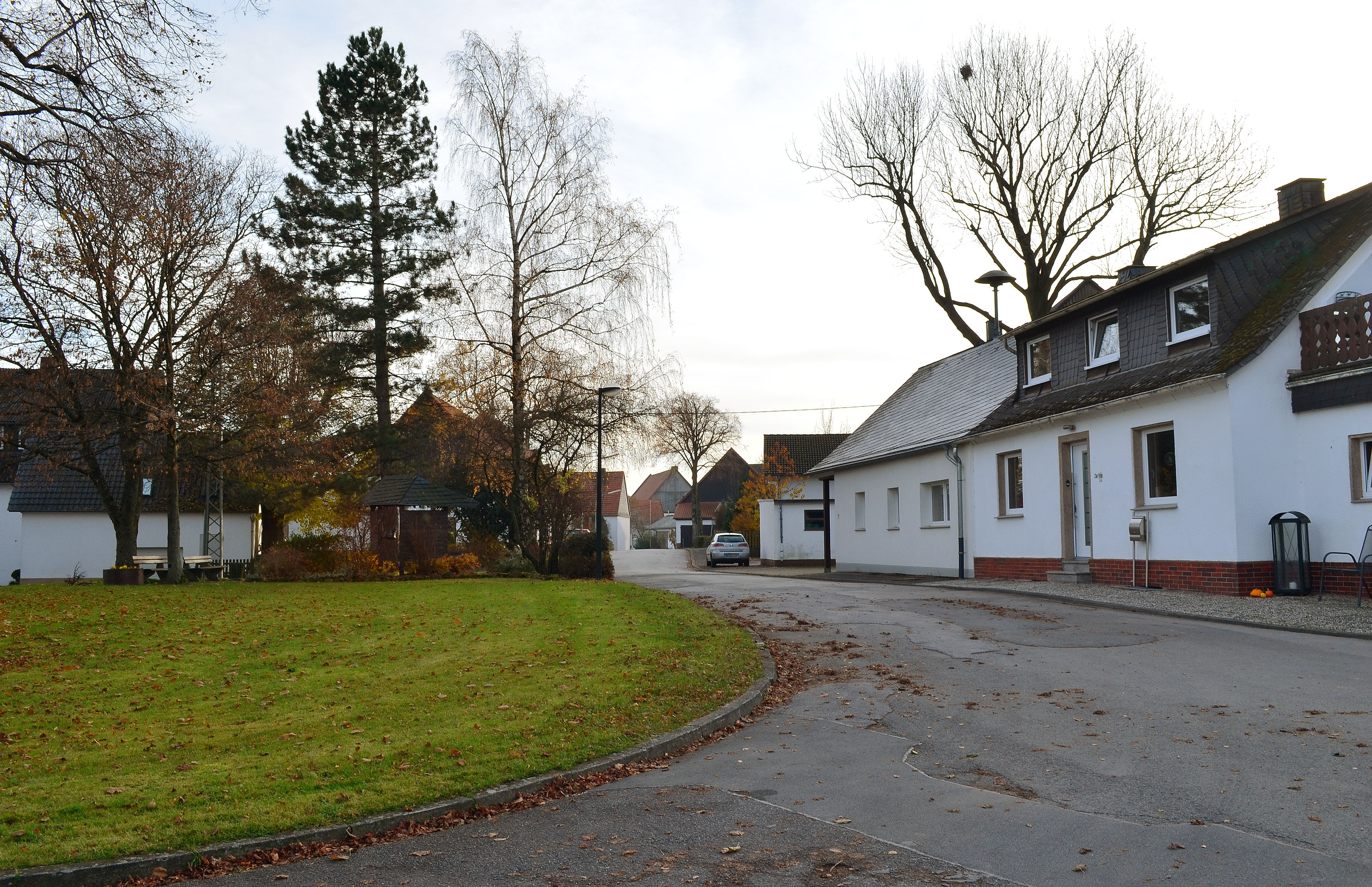
Teilansicht des Ortes
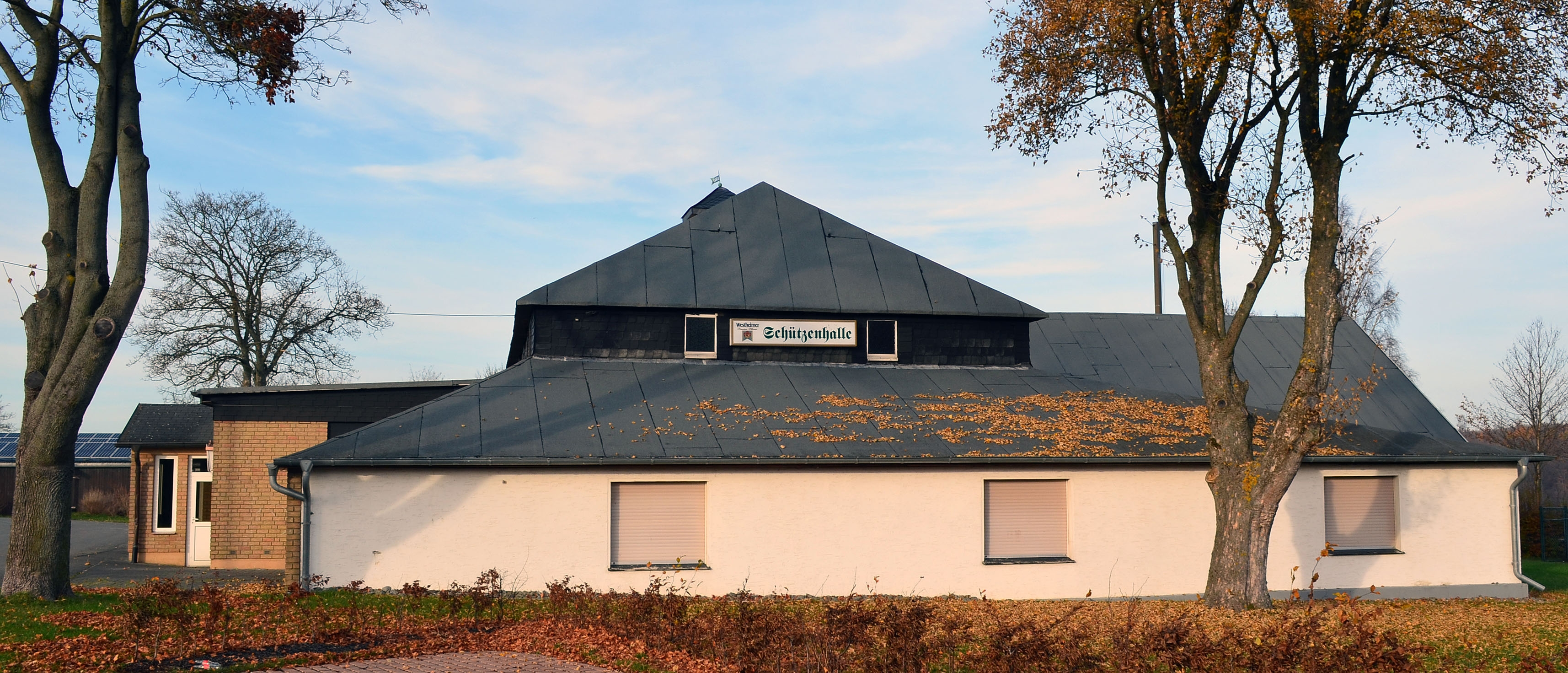
Schützenhalle
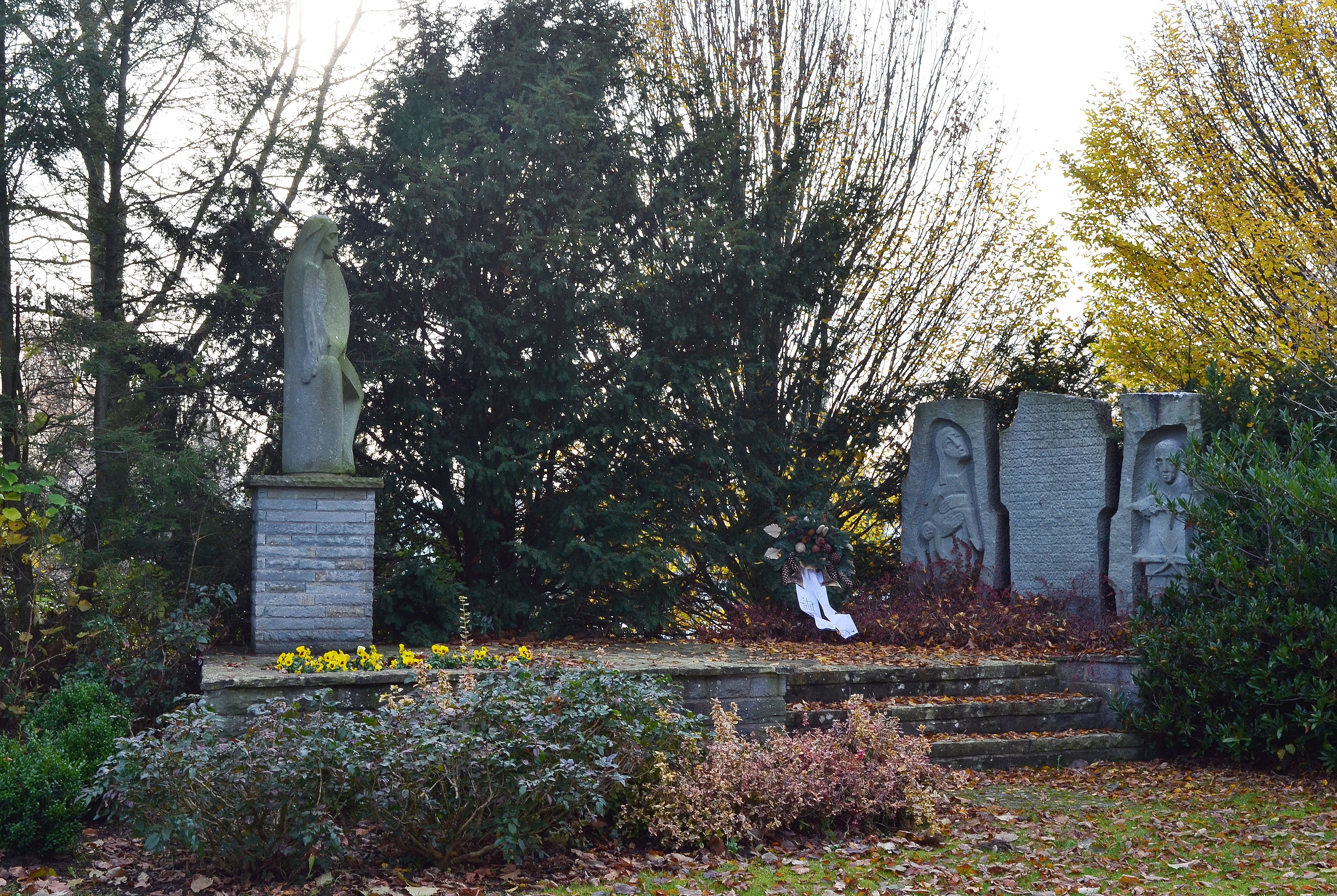
Kriegerdenkmal
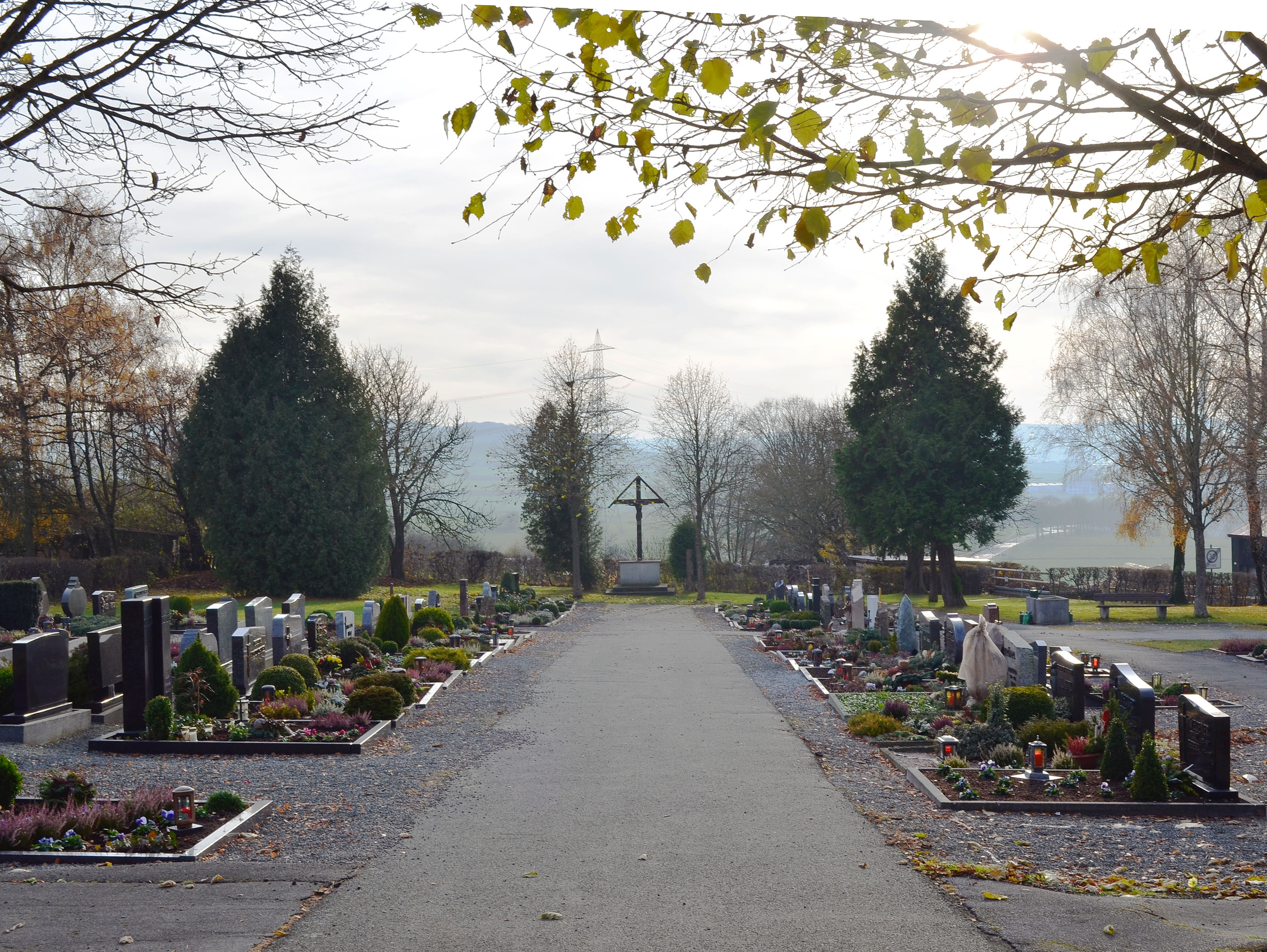
Friedhof